# Чочев, Ивайло
Ивайло Людмилов Чочев (болг. Ивайло Людмилов Чочев; род. 18 февраля 1993[…], Плевен) — болгарский футболист, полузащитник клуба ЦСКА 1948 и сборной Болгарии.

## Карьера
16 января 2013 года подписал контракт с софийским ЦСКА София. Дебютировал за команду 10 марта 2013 года в матче с «Черноморцем», в дальнейшем закрепился в основном составе команды.
В сезоне 2013/14 стал одним из ключевых игроков клуба. 12 февраля 2014 года заключил с ЦСКА новый трёхлетний контракт с повышением зарплаты в два раза.
11 июля 2014 года перешёл в «Палермо», подписав контракт на три года. Дебютировал в Серии А 8 октября 2014 года в матче против «Эмполи».
22 июня 2015 года подписал с клубом новый контракт на пять лет.

## Сборная
В национальной команде дебютировал 8 июня 2015 года в товарищеском матче против Турции.
Первый мяч за сборную забил в ворота Японии в матче Кубка Кирин 3 июня 2016 года.
31 августа 2017 года забил победный мяч в ворота Швеции в рамках отборочного турнира к чемпионату мира 2018.